# Tuffi dalle grandi altezze

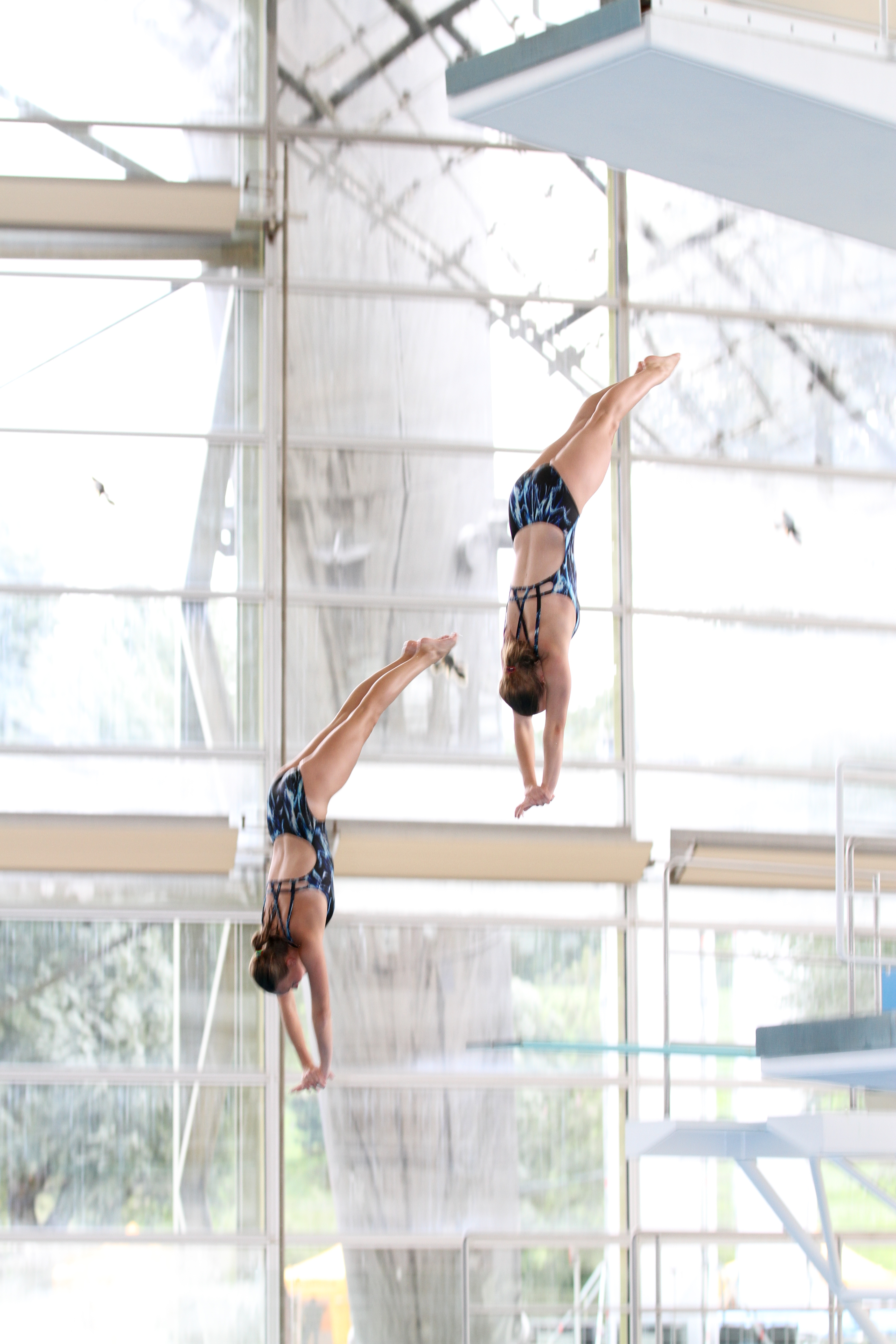
Tuffo dalle grandi altezze sincronizzato

I tuffi dalle grandi altezze è quella categoria di tuffi in acqua che prevede altezze relativamente grandi. La disciplina è considerabile come uno sport estremo (nel caso dei tuffi dalle scogliere), come una prestazione acrobatica (come con molti tentativi di record) o in modo competitivo durante eventi sportivi.
Ha debuttato in un evento FINA ai Campionati mondiali acquatici del 2013 a Barcellona, dopo che lo sport è stato aggiunto all'elenco delle discipline della federazione. Nei campionati del mondo, gli uomini saltano da 27 metri (89 ft) mentre le donne saltano da una piattaforma di 20 metri (66 ft). In altre competizioni ufficiali, gli uomini generalmente si tuffano da un'altezza di 22–27 metri (72–89 ft) mentre le donne da un'altezza di 18–23 metri (59–75 ft). Una caratteristica di questo sport è l'impossibilità per gli atleti di fare pratica in un ambiente realisitico fino ai giorni che precedono una competizione. Da queste altezze i tuffatori raggiungono velocità di 96 chilometri all'ora (60 mph) .

## Storia

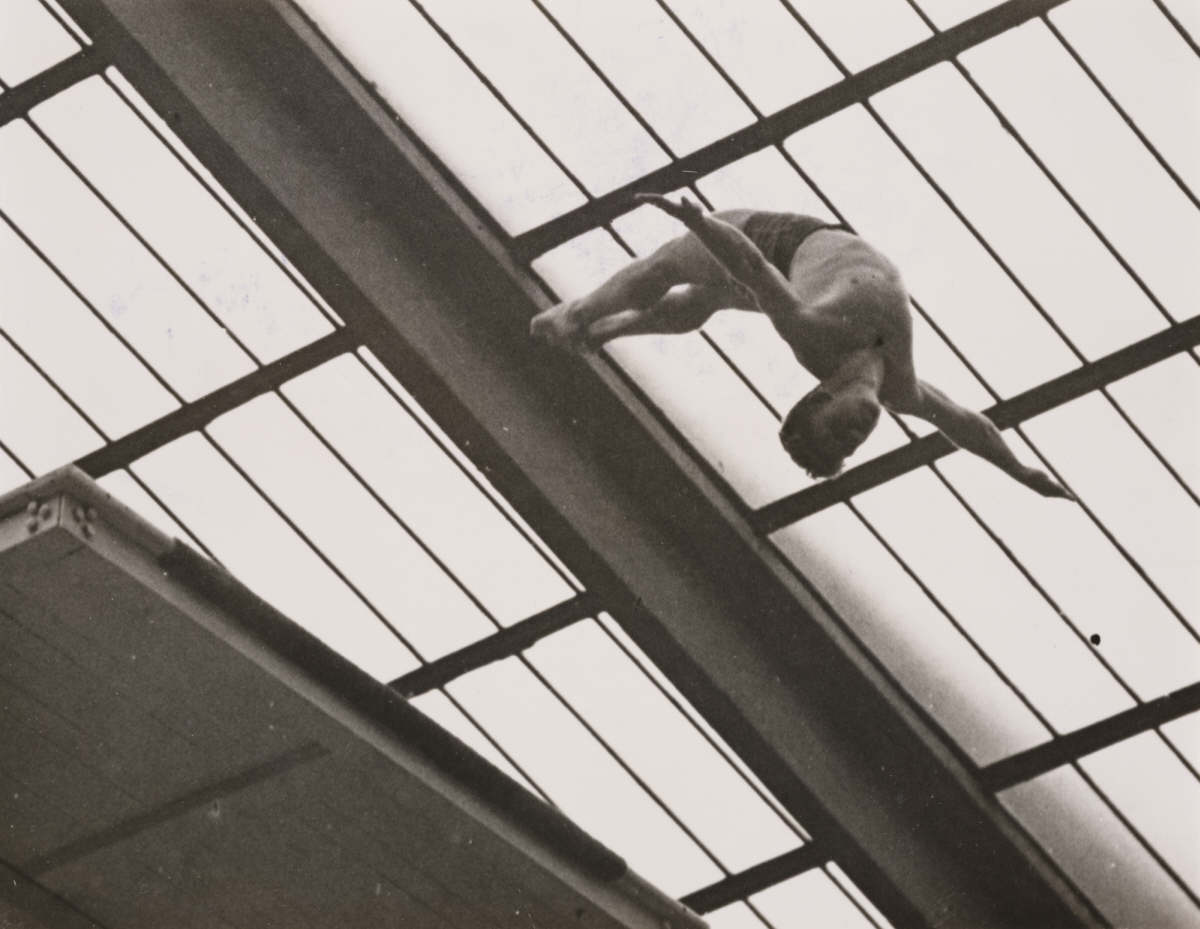
R. M. Stigersand nella gara di tuffi maschili, Giochi Olimpici, Londra, 1948

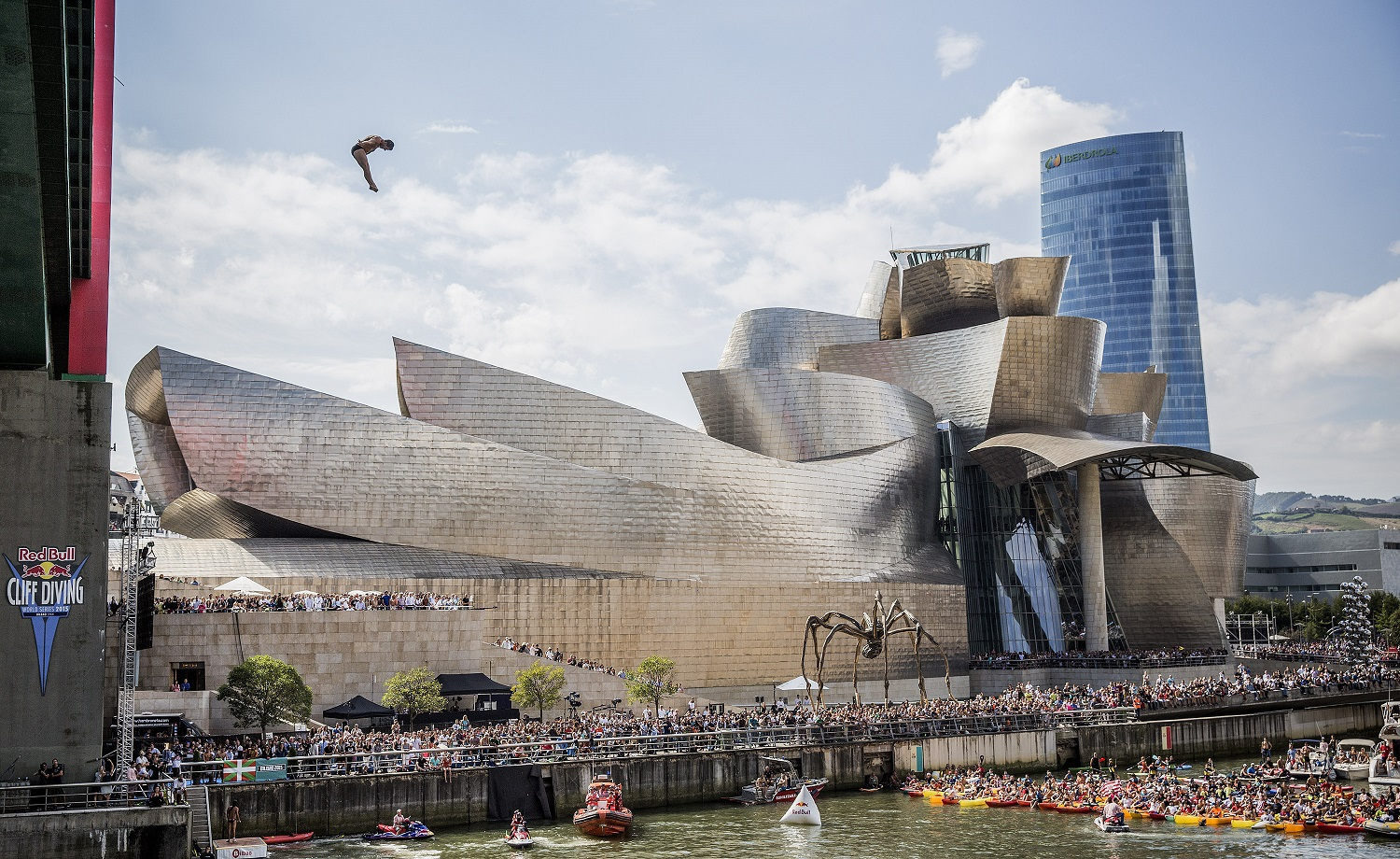
Steven LoBue si tuffa dal ponte La Salve di Bilbao (2015)

Inizialmente, lo sport dei tuffi cominciò dalle "grandi altezze". Allora veniva praticato esclusivamente dai ginnasti perché lo trovavano eccitante con una bassa probabilità di infortunio. Si è poi evoluto in "tuffi in aria" con l'acqua come base di atterraggio di sicurezza. Gli sforzi di Thomas Ralph per chiamare lo sport "balzi" non ebbero successo, poiché il termine "tuffi" era ormai saldamente radicato, e ben presto divenne un evento sportivo seguito da molti appassionati. Nei primi anni di questo sport, trovare posti adatti per saltare era un problema e le persone iniziavano a saltare da qualsiasi punto alto – in Europa e negli Stati Uniti hanno iniziato a saltare dai ponti, per poi tuffarsi a capofitto in acqua. Questo si è evoluto in "tuffi artistici" (fancy diving) in Europa e, in particolare in Germania e Svezia, come atto ginnico. Lo sport migliorò ulteriormente con atti ginnici eseguiti durante il processo di immersione, e ricevette quindi i nomi di "immersione con trampolino" e "immersione di fantasia", che furono eventi nelle Olimpiadi del 1908 e 1912. Il primo evento di immersione come sport, tuttavia, fu nel 1889 in Scozia con un'altezza di immersione di 6 piedi (1,8 m). Oggi, in America Latina, i tuffi di professionisti da altezze superiori di 100 piedi (30 m) è un evento comune.
I tuffi dalle scogliere sono stati documentati fin dal 1770 quando Kahekili II, re di Maui, si impegnò in una pratica chiamata "lele kawa", che significa saltare con i piedi nell'acqua da grandi altezze senza fare schizzi. I guerrieri del re furono costretti a partecipare per dimostrare di essere coraggiosi e fedeli al re. La pratica si sviluppò in seguito in una competizione sotto il re Kamehameha I e i subacquei furono giudicati in base al loro stile e alla quantità di schizzi entrando in acqua.
La prima campionessa mondiale femminile in questo sport è stata Cesilie Carlton degli Stati Uniti, che ha vinto la prima medaglia d'oro ai Campionati mondiali di nuoto 2013 con un punteggio totale di 211,60. Il primo campione del mondo maschile è stato il colombiano Orlando Duque che ha ricevuto un punteggio di 590,20.